# Machlolophus
Machlolophus är ett fågelsläkte i familjen mesar inom ordningen tättingar. Släktet omfattar fem arter som förekommer från Indien till Taiwan och södra Vietnam:
- Vitnackad mes (M. nuchalis)
- Gulmes (M. holsti)
- Himalayagyllenmes (M. xanthogenys)
- Östlig gyllenmes (M. spilonotus)
- Indisk gyllenmes (M. aplonotus)

Tidigare fördes de till Parus, men genetiska studier visar att arterna i släktet inte är varandras närmaste släktingar.